# Капітан 2 рангу
Капіта́н 2 ра́нгу (лат. capitaneus — воєначальник, від лат. caput — голова), — військове звання старших офіцерів Військово-Морських Сил Збройних Сил України, а також деяких інших країн (Албанія, Російська Федерація та інші). В сухопутних військах відповідає військовому званню підполковник.
Звання капітана 2 рангу вище капітана 3 рангу і нижче капітана 1 рангу.

## Еквіваленти в військово-морських силах інших країн
В різних державах званню капітан 2 рангу відповідають як аналогічні за значенням слова так і інші, в залежності від традицій у яких розвивався флот. В державах які знаходилися під впливом Російської імперії та СРСР (держави які входили до Організації варшавського договору) розповсюджена назва за рангом корабля яким відбувається керування — «капітан 2 рангу». В державах де в назві фігурує тип корабля яким відбувається керування, розповсюджена назва — «капітан фрегату». Також розповсюджена форма звання «командуючий» (командер).

### Капітан 2 рангу
- У військово-морських силах Албанії — алб. Kapiten II-radhë,
- У військово-морських силах Болгарії — болг. Капитан II ранг,

### Капітан фрегату
- Німеччини та інших німецькомовних країн відповідає званню: фрегаттен-капітан (нім. Fregattenkapitän),
- у Франції  — фр. Capitaine de frégate,
- у Іспанії — ісп. Capitán de Fragata,
- у Італії — італ. Capitano di fregata,
- у Словенії — словен. Kapitan fregate,
- у Хорватії — хорв. Kapetan fregate,

### Командуючий
- Великій Британії (та Британської співдружності) а також у ВМС США званню: командер (англ. Commander),
- у Латвії — латис. Komandkapteinis,
- у Литві — лит. Komandoras,

### Інші випадки
- в Польщі — командор-поручник (пол. Komandor porucznik).

## Історія використання

### Московська держава та Російська імперія
Чин капітана 2 рангу з'являється на флоті з 1713 року. Був введений царем Петром Олексійовичем для командирів лінійних кораблів 2-го рангу. Чин увійшов до Морського статуту 1720 року, та у Табель про ранги 1722 року. Згідно табелю про ранги, капітан 2 рангу належав до VII класу, та відповідав чину підполковника у сухопутних силах капітану чи ротмістру гвардії та надвірному раднику цивільної служби (з 1745 року).
Первинно (1713 рік) чин капітана 2 рангу був вище за капітана 3 рангу а і нижче капітана 1 рангу. З 1764 року чин капітана 3 рангу зникає і капітан 2 рангу вже стає вище за капітан-лейтенанта і нижче капітана 1 рангу (з перервою у 1883—1907 роках). У 1883—1907 роках та 1911—1917 роках чина капітана-лейтенант не існує і капітан 2 рангу був вище за чином від старшого лейтенантаа і нижче капітана 1 рангу.
З 1827 року на еполетах почали вказувати офіцерські знаки розрізнення. Ще до 1827 року було можливо відрізнити до якого класу належить офіцер (але не його чин), молодші офіцери мали еполети без бахроми, а старші офіцери і адмірали відрізнялися типом бахроми. Капітани 2 рангу отримали по три п'ятипроменеві ковані зірочки на кожен еполет, маючі знаки розрізнення як і підполковники сухопутних сил. З 1854 року для офіцерів замість еполет вводяться погони, спершу для носіння на шинелі, а з 1855 року для усіх видів одягу. Еполети поступово стають лише аксесуаром парадного однострою. Позаяк на еполетах клас офіцера можливо було розпізнати за бахромою (п'ятипроменеві зірочки були однакового розміру для усіх класів), з'являється особлива технологія виробництва офіцерських погонів. При виготовленні офіцерського погона спочатку брався солдатський кольоровий погон і на нього нашивали дві чи три золоті галунні смужки. Смужки нашивалися не впритул одна до одної, таким чином, щоб залишалася невелика кольорова смужка (просвіт). Таким чином на погоні обер-офіцера була одна смужка-просвіт, а на погоні штаб-офіцера їх було дві. Позаяк кольором погонів нижніх чинів флоту, був чорний, то просвіти офіцерських погонів були того ж кольору. Капітан 2 рангу мав золоті галунні погони з двома чорними просвітами, на кожному з яких було по три зірочки.
Після Лютневої революції 1917 року російським Тимчасовим урядом наказом Морського міністра № 125 від 16 квітня 1917 року вводяться зміни у формі одягу чинів флотів і Морського відомства, вводяться нові знаки розрізнення, для уніфікації з іншими країнами. Скасовуються погони, а знаки розрізнення переносяться на рукава, у вигляді комбінації галунних стрічок. Капітани 2 рангу, підполковники та надвірні радники отримали один широкий галун з завитком і один широкий без завитка.
16 грудня 1917 року після Жовтневого перевороту декретом радянського керівництва було відмінено чини, звання та титули часів Російської імперії. Цей чин ще деякий час використовувався у Білій армії (1917—1921).

### УНР
У Військово-морських силах УНР звання капітана 2 рангу належало до булавної (старшої) старшини. Нижче за звання капітана 2 рангу, було звання старшого лейтенанта (як і у флоті колишньої Російської імперії).
Слід зауважити, що знаки розрізнення капітана 2 рангу УНР, збігалися з сучасними знаками розрізнення капітана 3 рангу ВМС України (три смужки середнього розміру).

### СРСР
Після скасування персональних військових звань, в Радянській Росії (а з 1922 року в СРСР) склалася система вжитку посадових рангів. Ще наказом від 16 січня 1919 року в Радянській Росії затверджуються посадові знаки розрізнення РСЧА, генетично не пов'язані з попередніми знаками розрізнення російської імперської армії. Знаки розрізнення Червоного Флоту, як і попередні часів Тимчасового уряду базувалися на комбінації стрічок різної ширини. Вже в 1924 році наказом РВР СРСР № 807 від 20 червня 1924 року затверджені командно-стройові посади, з відповідники знаками розрізнення.
22 вересня 1935 року у СРСР були введені персональні військові звання. Серед інших з'явилося військове звання «капітан 2 рангу». Система військових звань здебільшого збігалася з колишньою системою військових чинів Російської імперії. Званню капітана 2 рангу, відповідало звання полковник у сухопутних силах та авіації, та полкового комісару політичного складу. Це було вище звання старшого командного складу військово-морських сил СРСР, бо звання капітана 1 рангу належало до вищого командного складу і дорівнювало комбригу у сухопутних силах. 1939 року у РСЧА було введене звання «підполковник», до 1940 року це звання не мало еквівалентного серед звання корабельного складу флоту.
У 1940 році були введені генеральські та адміральські звання, які не мали прямого співвідношення зі старими званнями вищого командного складу. Декілька змінилося співвідношення звання у сухопутних силах до звання корабельного складу ВМС: капітан 1 рангу, став дорівнювати полковнику, а капітан 2 рангу — підполковнику. Капітан 3 рангу, як 1 раніше дорівнював майору. В цей же час для інженерного складу корабельної служби вводяться нові звання. Капітану 2 рангу дорівнював інженер-капітан 2 рангу.
Згідно з главою 4 наказу про введення персональних військових звань, командний та начальницький склад ВМС отримали знаки розрізнення у вигляді комбінації галунних стрічок різної ширини. Командний склад, військово-політичний та військово-технічний склади мали стрічки жовтого (золотого) кольору, інший начальницький склад білого (срібного) кольору. Колір між стрічками командний склад мав кольору мундиру, начальницький склад кольору служби. Знаками розрізнення капітана 2 рангу були чотири стрічки середнього розміру на рукавах, а з 1943 року ще і погони з двома просвітами і двома п'ятипроменевими зірками (як у підполковника).
Ще перед введенням персональних військових звань, відповідні посадові знаки розрізнення використовували військовики 9-ї категорії (найвища серед середнього начскладу), що відповідало посаді «командир есмінця». Галуни були завширшки 1,30 см. Над галунами розміщувалася п'ятипроменева зірка з красного сукна (діаметром в 4,5 см) з золотою облямівкою.
Звання проіснувало до розпаду СРСР у 1991 році і увійшло військову ієрархію більшості держав які утворилися на його уламках.

### Військово-Морські сили України (з 1991 року)
Збройні сили України які утворилися під час розпаду СРСР, перейняли радянський зразок військових звань, а також радянських знаків розрізнення.
5.07.2016 року президент України затверджує «Проєкт однострою та знаки розрізнення Збройних Сил України». В Проєкті серед іншого розглянуті військові звання та знаки розрізнення військовослужбовців. Змінюються знаки розрізнення військовослужбовців, відходячи від радянського зразка.
20.11.2017 виходить наказ Міністерства оборони України № 606 де уточнюються правила носіння і використання однострою військовослужбовцями. Для корабельного складу ВМС знаками розрізнення стають стрічки на рукавах та на погонах.
Знаками розрізнення капітана 2 рангу стають чотири стрічки (три середнього розміру та одна вузька).

## Цікаві факти
У стрічці 1944 року «Весілля» фігурує персонаж Ревунов-Караулов (у виконанні Миколи Коновалова), «весільний генерал» який виявляється капітаном 2 рангу у відставці. На його однострої присутні особливі знаки розрізнення для відставних офіцерів; погон поперечний з двома штаб-офіцерськими просвітами.